# بلاکسبورگ (آیووا)
بلاکسبورگ (به انگلیسی: Blakesburg) شهری در ایالت آیووا کشور ایالات متحده آمریکا است که جمعیت آن در سرشماری سال ۲۰۱۰ میلادی، ۲۹۶ نفر بوده‌است.